# Hajsyn
Hajsyn (ukr. Гайсин) – miasto na Ukrainie, w obwodzie winnickim, siedziba rejonu hajsyńskiego. Był miastem królewskim Rzeczypospolitej Obojga Narodów. Leży na Podolu.

## Historia
Pierwsza wzmianka o mieście pochodzi z roku 1545. Prawa miejskie otrzymało w 1744 roku. 
Hajsyn był miastem starostwa bracławskiego położonym w pierwszej połowie XVII wieku w województwie bracławskim.
W 1793 roku zagarnięte przez Rosję na skutek II rozbioru Polski. W maju 1919 roku w pogromie zginęło 350 żydowskich mieszkańców. 
Podczas okupacji hitlerowskiej, w sierpniu 1941 roku Niemcy utworzyli getto dla żydowskich mieszkańców. Przebywało w nim około 4000 osób. W maju 1943 roku Niemcy zlikwidowali getto, a Żydów zamordowali w okolicy Bilindijewic. Sprawcami zbrodni byli policjanci z litewskiego 7 Schutzmannschaft Batalionu, dowodził SS-Hauptsturmführer Franz Christoffel oraz ukraińska policja. 
W 1995 założono Muzeum Miejskie w Hajsynie.

## Urodzeni w Hajsynie
- Romuald Janicki – polski działacz komunistyczny
- Bolesław Szawłowski – ostatni proboszcz parafii katolickiej w Porycku pw. św. Trójcy i św. Michała Archanioła, zamordowany przez oddział UPA 12 lipca 1943 podczas tzw. krwawej niedzieli

## Galeria

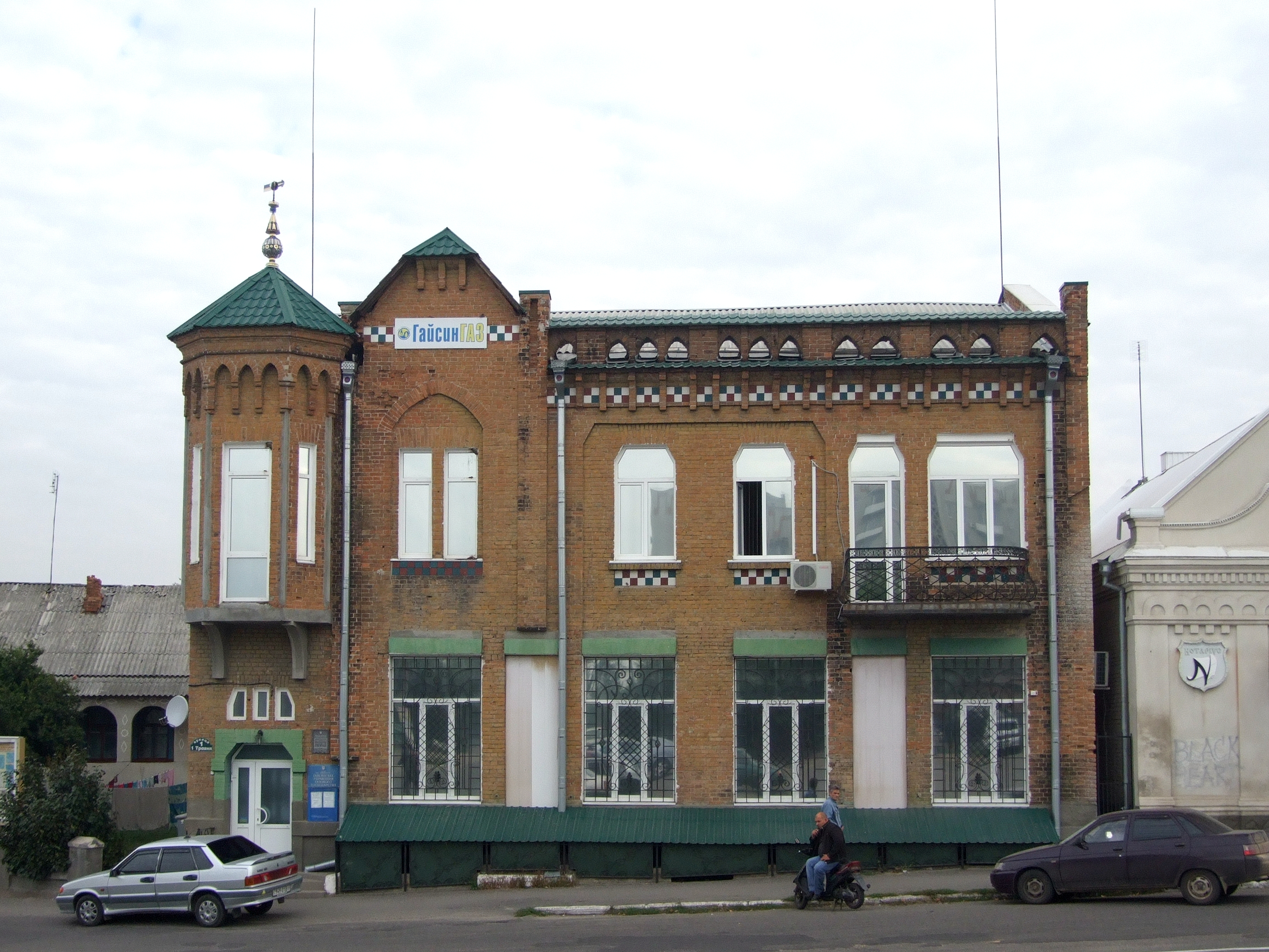
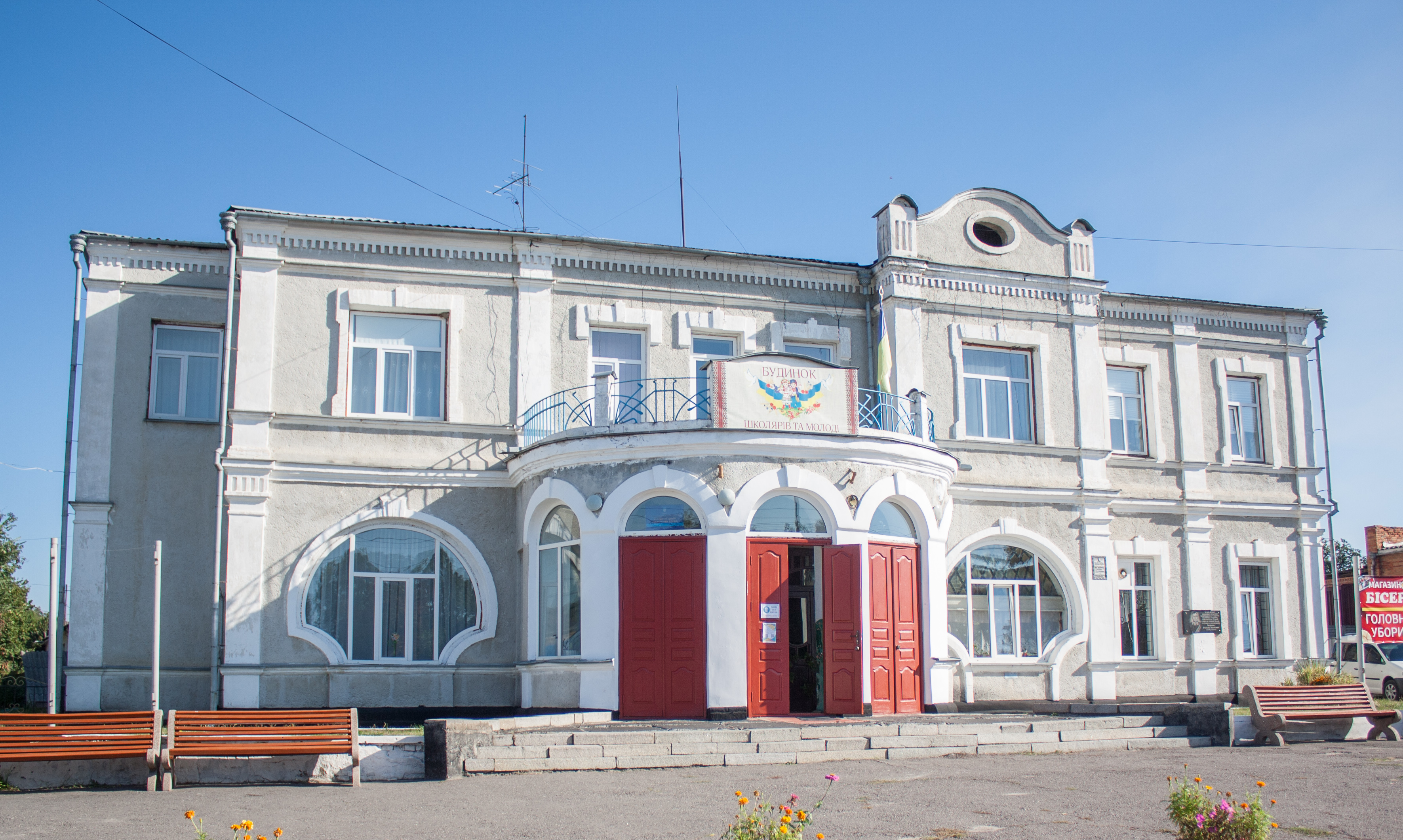
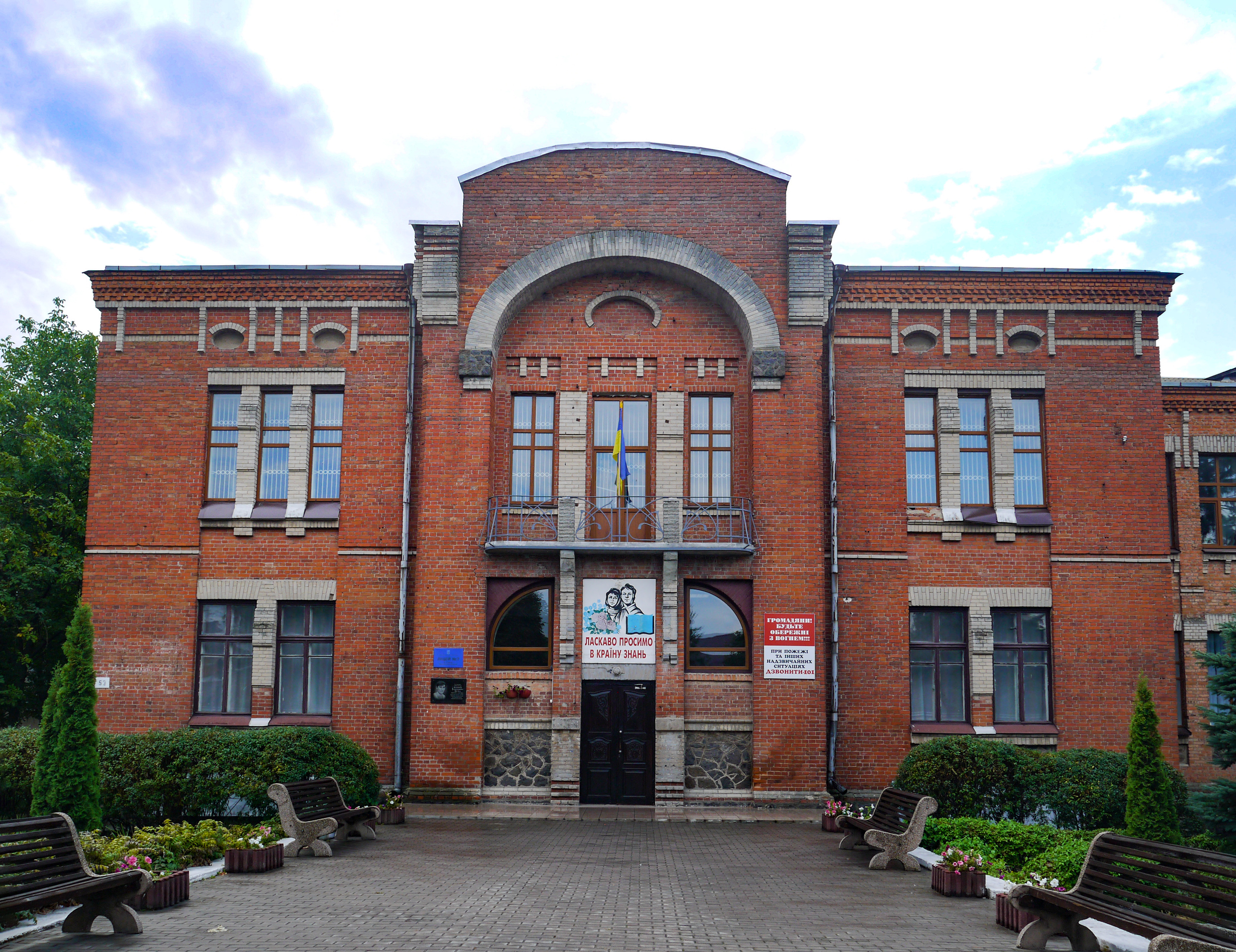
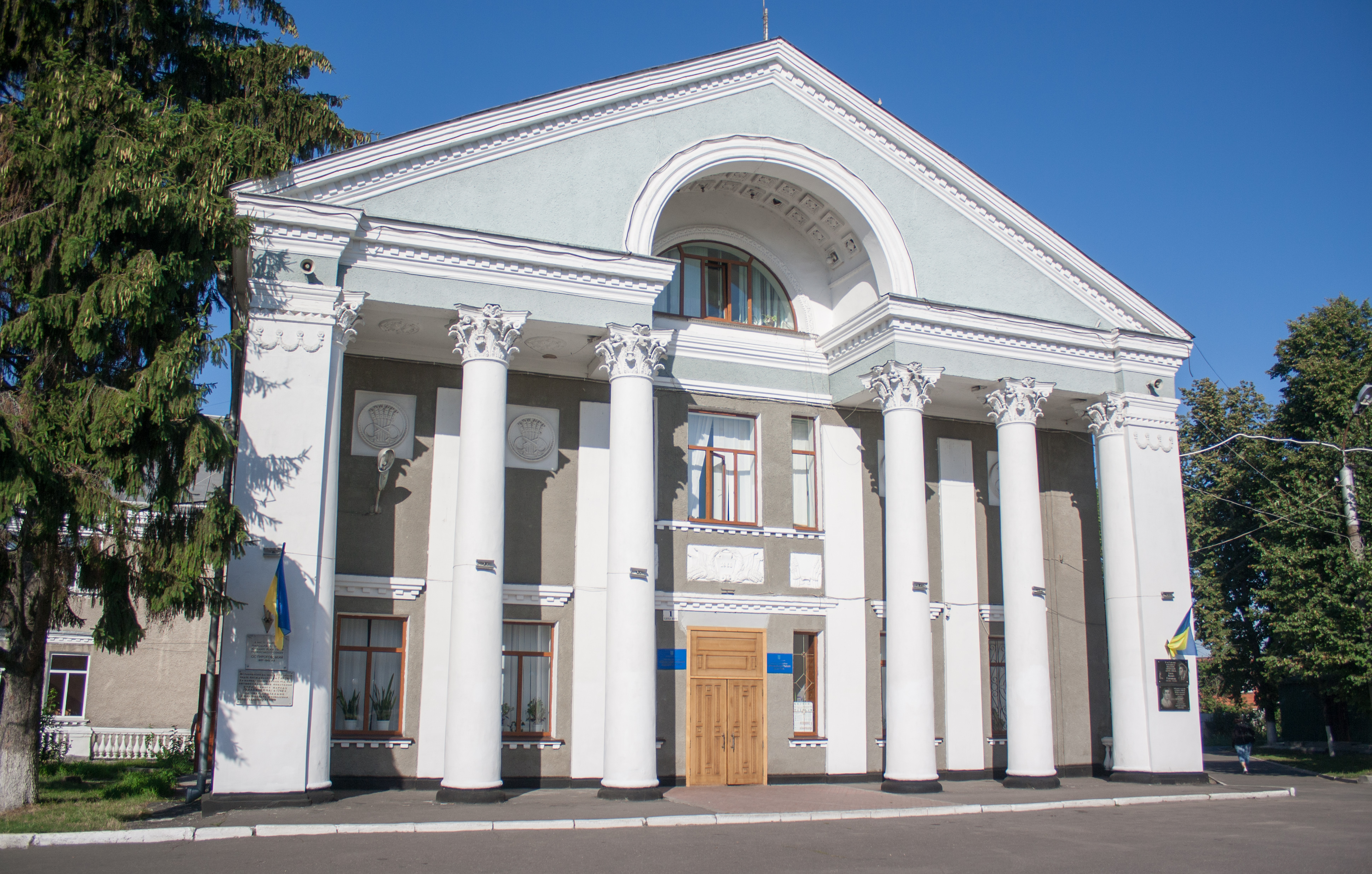
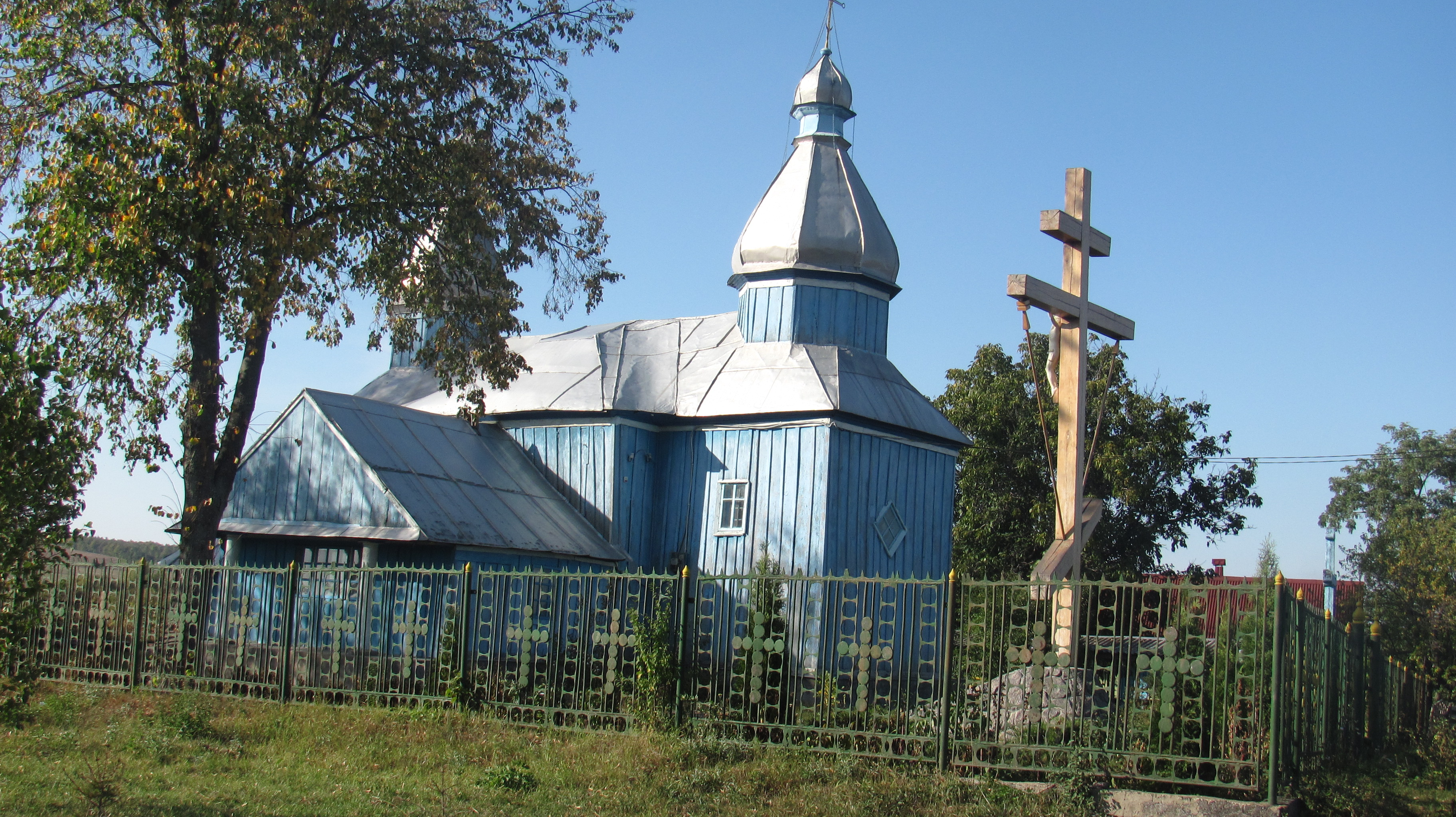
Cerkiew Zaśnięcia Matki Bożej
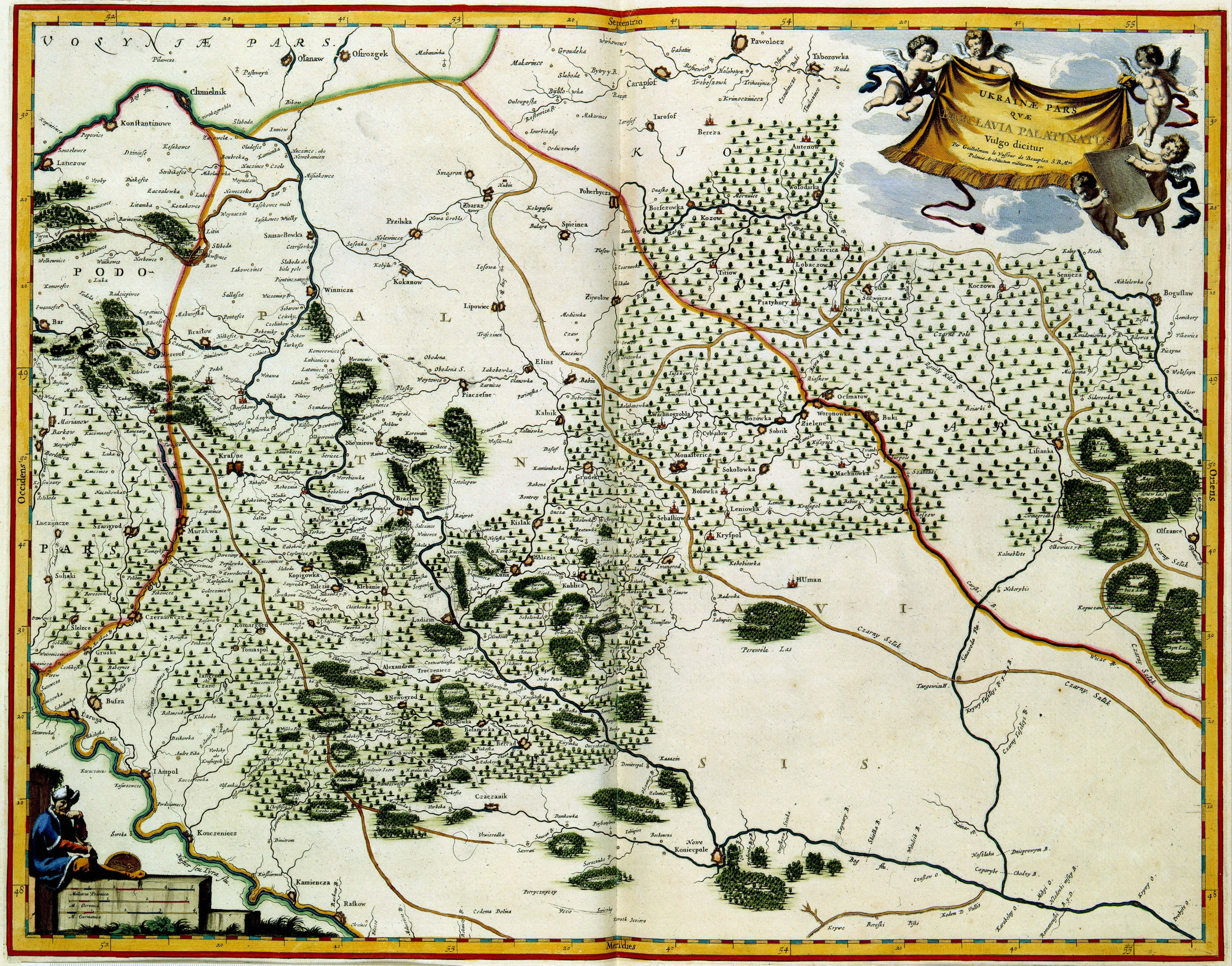
Mapa województwa bracławskiego z 1648 roku. Miejscowość w centralnej części mapy